# Trianthema salsoloides
Trianthema salsoloides là một loài thực vật có hoa trong họ Phiên hạnh. Loài này được Fenzl ex Oliv. miêu tả khoa học đầu tiên năm 1871.